# Bath (Jamaika)
Bath ist eine Siedlung in Jamaika mit 2.382 Einwohnern. Sie liegt im Saint Thomas Parish im Osten des Landes. Eine ihrer Sehenswürdigkeiten sind die Bath Botanical Gardens.